# Kékszemű galambocska
A kékszemű galambocska (Columbina cyanopis) a madarak osztályának galambalakúak (Columbiformes) rendjéhez és a galambfélék (Columbidae) családjához tartozó faj. A Természetvédelmi Világszövetség (IUCN) vörös listája alapján súlyosan veszélyeztetett faj, elsősorban élőhelyének gyors és nagymértékű elveszítése miatt.

## Előfordulása
Brazíliában endemikus. Nagyon ritka madárfaj: mindössze három helyről ismert, ami arra utal, hogy populációja nagyon kicsi és erősen töredezett, szétszórt. Kis populáció él a Mato Grosso állambeli Serra das Araras Ökológiai Állomás területén, legutóbb 2007-ben jelezték ottlétüket. Az 1980-as években szintén egy populációról számoltak be Cuiabá város közelében, 1992-ben pedig egy példányt figyeltek meg Campo Grande közelében. A faj előfordulására vonatkozó történeti adat is meglehetősen kevés: az első 5 példányt Mato Grosso államban gyűjtötték 1823 és 1825 között, Goiás államban kettőt 1940 és 1941 között, São Paulo állam területén pedig egyet 1904-ben. Minas Gerais államból is említették, de később ez tévesnek bizonyult; elvileg előfordulhat az állam legnyugatibb részén.
Nagy feltűnést keltett 2016-ban egy são paulo-i ornitológiai konferencián az a bejelentés, hogy Rafael Bessa, brazil ornitológus 2015 júniusában ismét megfigyelt egy példányát.

## Megjelenése
Kis méretű, 15,5 cm hosszú, barnás színű galambocska. Feje, nyaka, melle, fara és szárnyai élénk rozsdabarna-barna színűek, a háti és hasi oldala azonban halványbarna. Kloákájának környéke fehér, míg torka fehéres árnyalatú. Barna színű szárnyain jellegzetes sötétkék színű foltok mutatkoznak. Szeme kék, a szemgödre szürke színű. Csőre fekete, a csőr alapja szürke. Lábai rózsaszínűek. A nőstények színe halványabb, különösen a hasi oldaluk.
Hasonló hozzá a fahéjszínű galambocska (Columbina talpacoti), de ennek feje nem vörösesbarna, torka sem fehéres színű, illetve kloákájának környéke sem fehér.